# Araucariasprötstjärt
Araucariasprötstjärt (Leptasthenura setaria) är en fågel i familjen ugnfåglar inom ordningen tättingar.

## Utbredning
Fågeln förekommer från sydöstra Brasilien (delstaterna Rio de Janeiro till Rio Grande do Sul) till nordöstra Argentina.

## Status och hot
Arten har ett stort utbredningsområde, men tros minska i antal, dock inte tillräckligt kraftigt för att den ska betraktas som hotad. Internationella naturvårdsunionen IUCN listar arten som livskraftig (LC).

## Namn
Araucária är en stad och kommun i södra Brasilien, i delstaten Paraná. Araucaria är det latinska namnet på barrträdssläktet brödgranar.